# Processo Siemens
Il processo Siemens viene solitamente utilizzato per la produzione di silicio puro (o quasi puro) pronto per poter essere utilizzato in campo elettronico e specialmente nella produzione delle celle fotovoltaiche.
Il silicio è il secondo componente più diffuso sulla crosta terrestre: ha quindi un costo d'estrazione praticamente nullo rispetto molti altri elementi chimici per sililari applicazioni; la produzione segue le seguenti fasi di lavorazione:
1) nelle miniere di estrazione, viene prelevata prevalentemente sabbia composta da quarzo (SiO2);
2) riscaldando il quarzo (SiO2) in grosse fornaci in atmosfera controllata ad altissima temperatura (si parla di oltre i 1900 °C circa) e combinandolo con il carbonio (ricavato dagli elettrodi usati per creare l'arco elettrico nel forno), è possibile ricavare
silicio metallurgico (M-Si) + monossido di carbonio (CO) secondo la reazione chimica:
{\displaystyle {\ce {SiO2 + 2C -> M-Si + 2CO}}}
Dopo tale processo il composto ottenuto ha una percentuale di silicio del 98% circa; per applicazioni elettroniche necessita di un'ulteriore fase di raffinazione per ottenere un maggiore grado di purezza: tale lavorazione prende il nome di "Processo Siemens"; 
3) il Processo Siemens consiste nel far reagire il silicio metallurgico (M-Si) con una soluzione di acido cloridrico (3·HCl):
{\displaystyle {\ce {M-Si + 3HCl -> SiHCl3 + H2}}}
Il nuovo composto ottenuto, SiHCl3, prende il nome di "tricloruro di silano" e si presenta in una forma di silicio gassoso; questo viene fatto condensare e successivamente distillato accuratamente ritornando a ritroso nella reazione chimica precedente:
{\displaystyle {\ce {SiHCl3 + H2 -> Si + 3HCl}}}
Proprio grazie al precedente passaggio di stato, si ottiene il silicio policristallino che adesso avrà un livello di purezza molto più elevato, dell'ordine del 99,9%, oltreche` separare il reagente di partenza (l'acido cloridrico) riutilizzabile nel Processo Siemens. 
Più in dettaglio:
il processo Siemens è un processo utilizzato per la purificazione del silicio policristallino, che consente di ottenere silicio con grado di purezza elettronico. 
La tecnologia si basa sulla tecnica di deposizione chimica da vapore [o Chemical Vapor Deposition (CVD)] e prende il nome dalla compagnia che ha sviluppato tale processo. 
Nei reattori Siemens la purificazione viene conseguita adoperando particolari "campane di contenimento" adagiate su di una piattaforma. All’interno di queste campane vengono poste diverse barre di silicio ad alta purezza con uno spessore di circa 10 mm. 
Tali barre vengono connesse a due a due all’estremità superiore e sono poste verticalmente all’interno della campana: per avviare il processo, le barre vengono scaldate elettricamente tra i 1100 e i 1200 °C. 
Successivamente una miscela di tricloruro silano purificato viene trasportata tramite idrogeno nel reattore dove viene decomposta quando giunge a contatto con le barre di silicio riscaldate. 
Come risultato viene depositato del silicio policristallino sulle barre, incrementandone man mano lo spessore: quando le barre subiscono un accrescimento fino al raggiungimento del diametro finala desiderato, la procedura viene arrestata, le barre vengono scollegate ed il processo è pronto per ricominciare introducendo nuove barre di silicio (fredde) dello spessore di circa 10 mm. 
Alla fine del processo si ottengono barre di silicio policristallino di diametro fino a 200 mm con un grado d'impurità di circa 0.2 parti per miliardo.